# Universal Master Collection, Constelación De Éxitos De Melissa (álbum)
Universal Master Collection, Constelación de Éxitos de Melissa es un CD recopilatorio de Melissa publicado en el año 2000. La edición azul, es exactamente igual en contenido de canciones al álbum, con la única diferencia de tener portada diferente y el material del disco ser azul.
Al tratarse de un disco compilado no se extrajo singles alguno para promoción en radial.

## Temas
1. «No Soy Una Señora»
2. «Noches Eternas»
3. «Por Fortuna»
4. «Alguien Que Vive Sola»
5. «Una Especie En Extinción»
6. «No Esperes Por Mi»
7. «Vete»
8. «A Punto De Caramelo»
9. «Generación»
10. «Siempre Y Porque Sí» (a dúo con Ricardo Montaner)
11. «Perdiendo El Control»
12. «De Que Vuelan, Vuelan»
13. «Ojos Mudos»
14. «Todo Es Un Círculo»
15. «Me Estoy Sintiendo Sola»

- Datos: Q6156311